# Замок Хавт

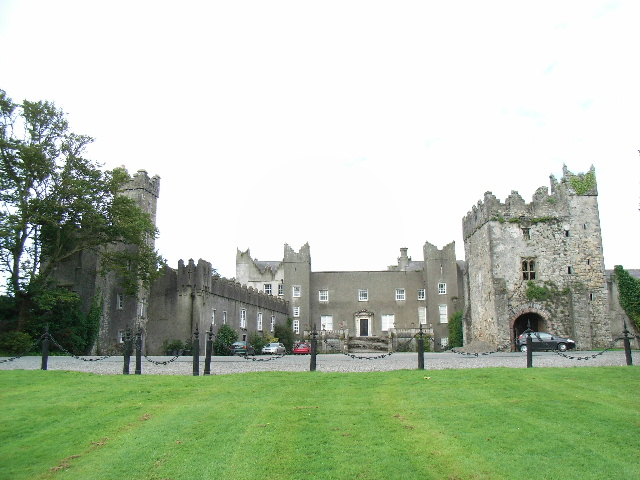
Замок Гавт.

Замок Гавт (англ. Howth Castle) — замок Хавт, Хауз, Гауз — один із замків Ірландії, розташований у графстві Дублін, земля Фінгал. Замок Гавт з давніх часів був володіннями родини і нащадків Святого Лавренція — графів Гавт. Пряма лінія цих нащадків вимерла в 1909 році. З 1425 по 1767 рік володарями замку Гавт та земель були лорди Гавт. Предки лордів Гавт володіли цією землею з 1180 року, отримавши її в дар від короля Англії за участь в англо-норманському завоюванні Ірландії. Тепер замок належить їх спадкоємцям — родині Гайсфорд Святого Лавренція.

## Історія замку Гавт
Замок Гавт був побудований у 1180 році. Володарями замку була аристократична родина Святого Лавренція, яка потім називалася лорди Гавт. Замок більше 700 років стояв на цьому місці, побудований в оригінальному стилі на горі Тауер-Хілл (Баштовій горі) з видом на затоку Балскаддан. Нинішня будівля — це не оригінальний замок Гавт. Замок перебудував великий англійський архітектор сер Едвін Лютайнс відновивши замок таким, яким він був у XIV столітті.

## Легенда про замок Гавт
Про замок Гавт існує популярна легенда. У легенді йдеться про випадок, що стався в 1576 році під час поїздки в Дублін королеви піратів Грайнне О'Меллі. Вона здійснила візит ввічливості до барона Гавт. Але барон був зайнятий, він саме в цей час обідав. І ворота замку були зачинені перед королевою піратів. Тоді Грайнне О'Меллі викрала онука і спадкоємця Х барона Гавт. Онука звільнили при умові, що ворота замку будуть завжди відкриті для несподіваних відвідувачів і в замку за столом при кожному прийомі їжі буде завжди додаткове місце. У замку Гавт ця угода свято дотримується і досі.

## Замок Гавт у кіномистецтві
У кіномистецтві замок Гавт був показаний як вигаданий замок Галоран у фільмі Роджера Кормана та Френсіса Форда Коппола «Божевілля 13», де фільм був місцем чисельних сцен. Крім того замок фігурує в сценах спагеті-вестернів: персонажі Качка та твій Льдяник були розстріляні тут.

## Земля Гавт
Колись замок Гавт стояв у дуже живописному місці, яке дуже поетично описала в 1892 році Роза Малголланд. В останні роки в результаті забудови прекрасний пейзаж був повністю знищений. Знищені були прекрасні сади і насадження буків, рододендронів, які були насаджені тут ще в 1710 році. З 2016 року в замку проводяться екскурсії на тему: «Кухня часів короля Георга». На території замку знаходиться національний музей транспорту Ірландії. У музеї представлені різні транспортні засоби різних часів, у тому числі трамвай Хілл-Гавт № 9.

## Замок Гавт у літературі
У 1939 році був опублікований роман «Поминки по Фіннегану» Джеймса Джойса. У цьому романі згадується «замок Гавт та Енвіронс» (ЗГЕ) під яким розуміється Дублін. Абревіатура ЗГЕ з'являється у багатьох контекстах у романі, у тому числі в імені головного героя роману — Гамфрі Чімпдена Ервікера (англійською мовою всі початкові літери ті самі, що в ЗГЕ).